# 4054 Turnov
4054 Turnov è un asteroide della fascia principale. Scoperto nel 1983, presenta un'orbita caratterizzata da un semiasse maggiore pari a 3,0410749 UA e da un'eccentricità di 0,1798223, inclinata di 4,86506° rispetto all'eclittica.